# Cynometra mannii
Cynometra mannii är en ärtväxtart som beskrevs av Daniel Oliver. Cynometra mannii ingår i släktet Cynometra, och familjen ärtväxter. Inga underarter finns listade i Catalogue of Life.